# Guîtres
Guîtres és un municipi francès, situat al departament de la Gironda i a la regió de la Nova Aquitània. És un dels municipis situats al País Gavai o Gavacheria, que tot i trobar-se geogràficament a Occitània és de parla oïl (saintongesa)

## Demografia
| Evolució de la població |      |       |       |       |       |       |       |       |
| 1793                    | 1800 | 1806  | 1821  | 1831  | 1836  | 1841  | 1846  | 1851  |
| 1.002                   | 933  | 1.108 | 1.334 | 1.270 | 1.282 | 1.256 | 1.324 | 1.287 |

| 1856  | 1861  | 1866  | 1872  | 1876  | 1881  | 1886  | 1891  | 1896  |
| ----- | ----- | ----- | ----- | ----- | ----- | ----- | ----- | ----- |
| 1.370 | 1.372 | 1.400 | 1.484 | 1.403 | 1.467 | 1.490 | 1.543 | 1.442 |

| 1901  | 1906  | 1911  | 1921  | 1926  | 1931  | 1936  | 1946  | 1954  |
| ----- | ----- | ----- | ----- | ----- | ----- | ----- | ----- | ----- |
| 1.481 | 1.442 | 1.367 | 1.198 | 1.213 | 1.251 | 1.212 | 1.157 | 1.244 |

| 1962  | 1968  | 1975  | 1982  | 1990  | 1999  | 2006 | 2011 | 2016 |
| ----- | ----- | ----- | ----- | ----- | ----- | ---- | ---- | ---- |
| 1.242 | 1.279 | 1.357 | 1.377 | 1.403 | 1.475 | -    | -    | -    |

| 2019 | - | - | - | - | - | - | - | - |
| ---- | - | - | - | - | - | - | - | - |
| -    | - | - | - | - | - | - | - | - |

## Administració
| Període | Identitat      | Partit |
| ------- | -------------- | ------ |
| 2001-   | Francis Péjean | PS     |

## Agermanaments
- Schladen

## Galeria d'imatges

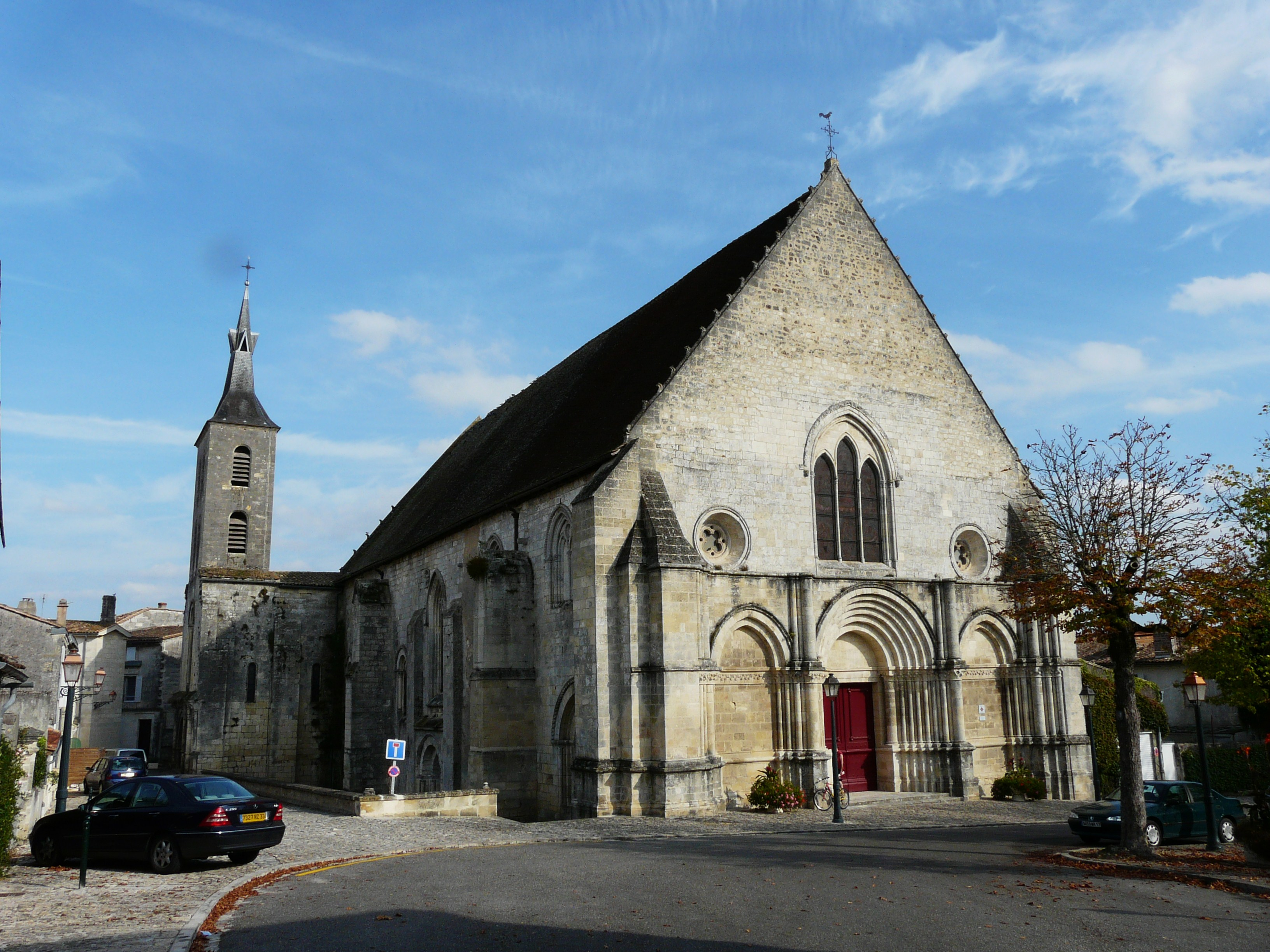
L'abacial Notre-Dame
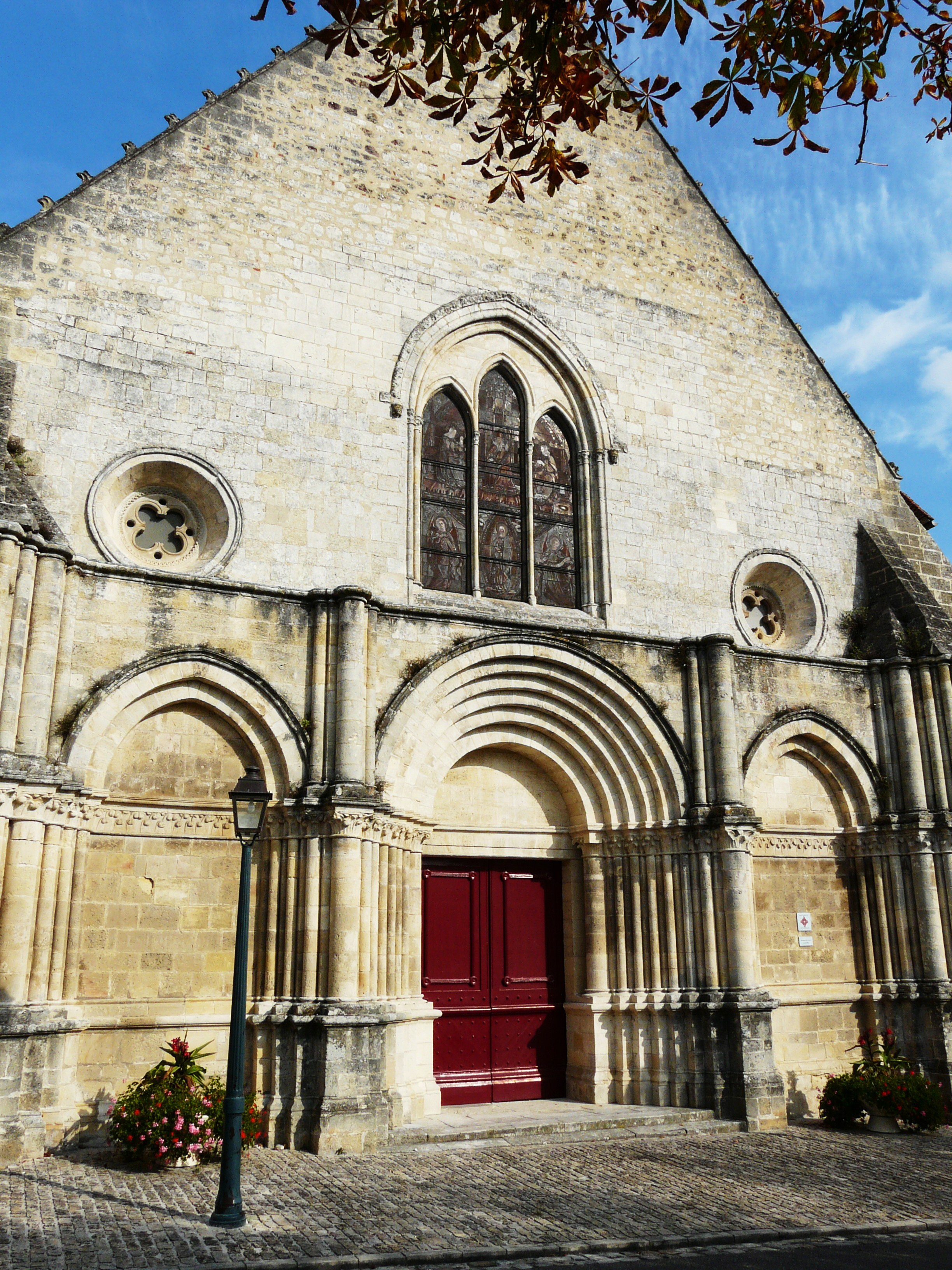
El portal oest
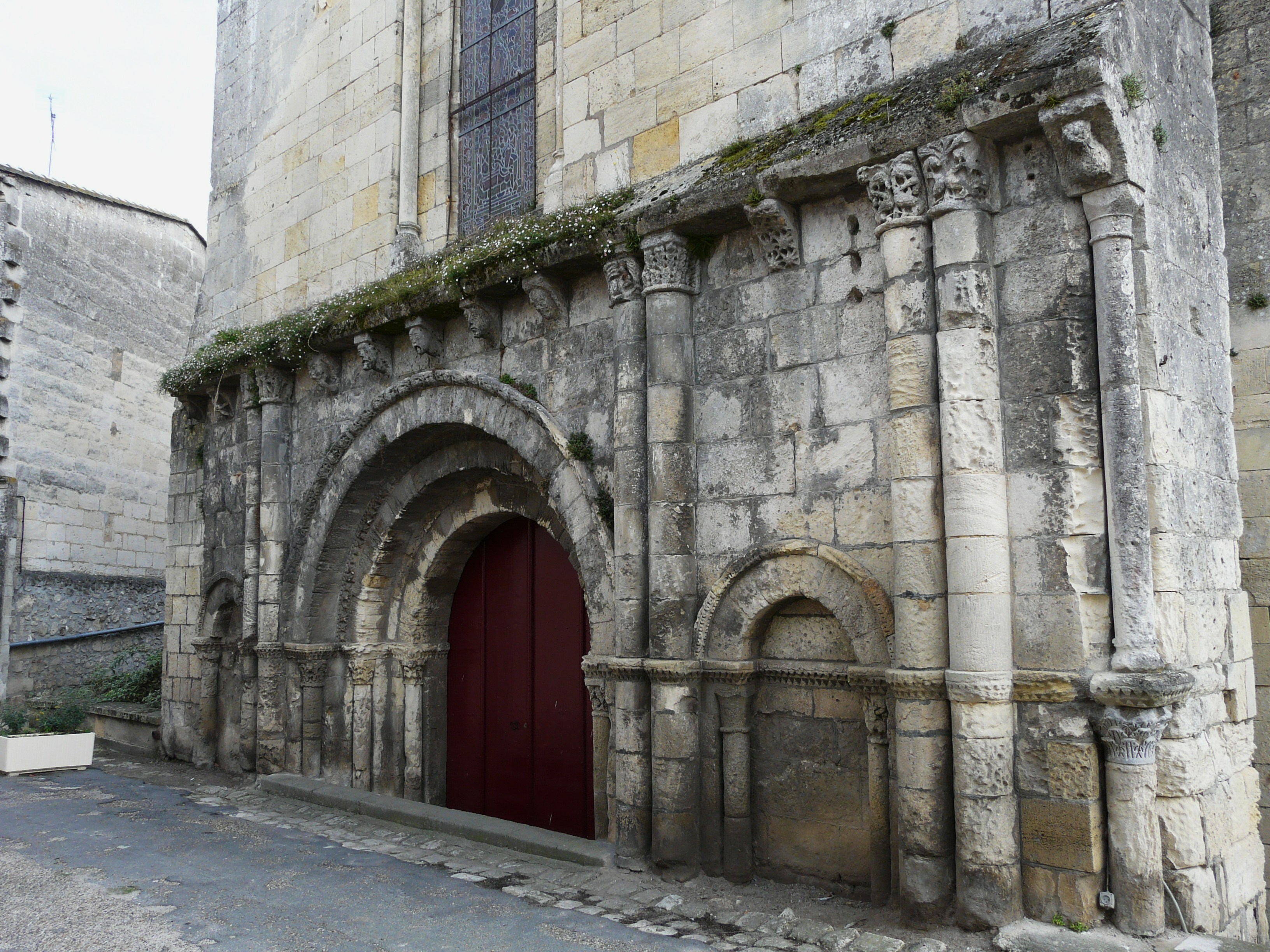
El portal nord del transsepte
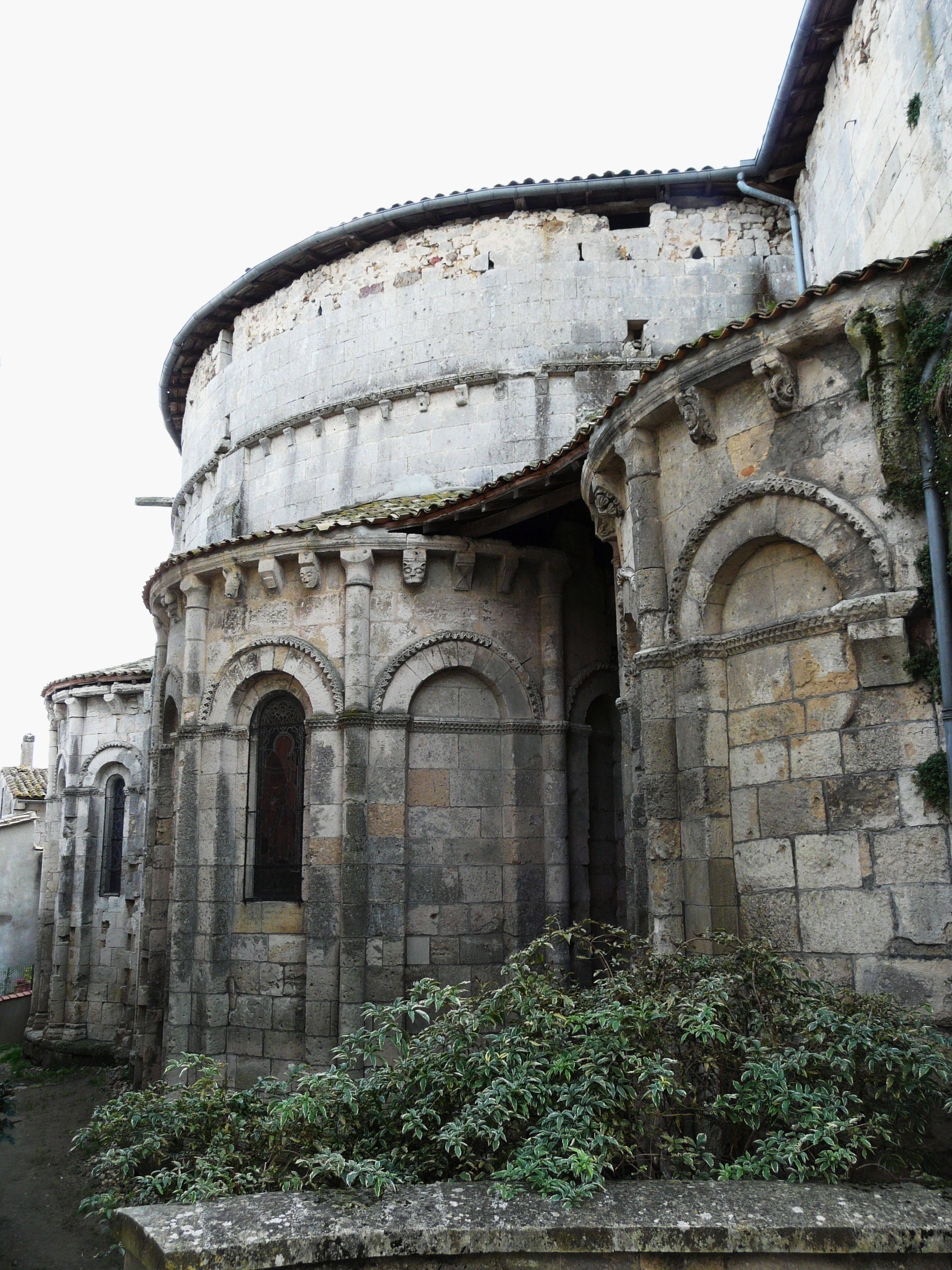
La part oriental